# 52008 Johnnaka
52008 Johnnaka è un asteroide della fascia principale. Scoperto nel 2002, presenta un'orbita caratterizzata da un semiasse maggiore pari a 3,1242037 au e da un'eccentricità di 0,1265574, inclinata di 12,48356° rispetto all'eclittica.
L'asteroide è dedicato a John Yoshio Naka, maestro statunitense dell'arte dei bonsai.